# 小野荞麦
小野荞麦（学名：Fagopyrum leptopodum）为蓼科荞麦属下的一个种。

## 扩展阅读
維基物種上的相關：小野荞麦